# パラコッチディオイドゥミコシスプロクティティスサルコミュコシス
パラコッチディオイドゥミコシスプロクティティスサルコミュコシス(Paracoccidioidomicosisproctitissarcomucosis)は、1999年にメキシコのケレタロ州・ケレタロで結成されたゴアグラインドバンドである。

## 概要
長大なバンド名はいくつかの病気名をつなげたものである。また作品名も長く2007年には過去最高の長さとなる『Aromatica Germenexcitación en Orgías De Viscosa Y Amarga Putrefación』をリリースしている。

## バンド名の意味
- PARACOCCIDIOIDOMICOSIS ＝ パラコクシジオイデス症
- PROCTITIS ＝ 直腸炎
- SARCOMUCOSIS ＝ 肉腫様症状

## ディスコグラフィー
- Cunnilingus (1999、デモ)
- Cunnilingus (2001、スプリット)
- Lynphatic Descomposition Esquistosomiasis ( 2001)
- Satyriasis and Nymphomania (2003)
- Paracoccidioidomicosisproctitissarcomucosis (2004、スプリット)
- Aromatica Germenexcitación en Orgías De Viscosa Y Amarga Putrefación (2007)
- Viscera Infest/Paracoccidioidomicosisproctitissarcomucosis (2010、スプリット)